# أبانجا-بيني (إدارة)
أبانجا-بيني هي إدارة تابعة لمقاطعة موين أوجوي في غرب وسط الغابون. تقع العاصمة في ندجولي.
ويربط الطريق N2 بيفون من الغرب إلى ندجولي في الشرق، عابرا نهر أبانغا بالقرب من ندجولي. يتم توفير النقل من ليبرفيل أيضًا من خلال خط السكك الحديدية العابر للغابون. كان عدد سكانها 14،941 نسمة في عام 2013.